# Trends in Analytical Chemistry
Trends in Analytical Chemistry, abgekürzt Trends Anal. Chem. oder TRAC, ist eine wissenschaftliche Fachzeitschrift, die vom Elsevier-Verlag veröffentlicht wird. Die erste Ausgabe erschien im Jahr 1981. Derzeit erscheint die Zeitschrift mit elf Ausgaben im Jahr. Es werden Übersichtsartikel veröffentlicht, die sich mit aktuellen Themen aus der analytischen Chemie beschäftigen.
Der Impact Factor lag im Jahr 2019 bei 9,801. Nach der Statistik des ISI Web of Knowledge wurde das Journal 2014 in der Kategorie analytische Chemie an zweiter Stelle von 74 Zeitschriften geführt.